# Callogorgia minuta
Callogorgia minuta är en korallart som först beskrevs av W. Versluys 1906.  Callogorgia minuta ingår i släktet Callogorgia och familjen Primnoidae. Inga underarter finns listade i Catalogue of Life.